# Jean Allard (homme politique, 1926-2001)
Pour les articles homonymes, voir Jean Allard et Allard.
Jean Allard, né le 18 janvier 1926 à Perruel (Eure), mort le 6 février 2001 à Saint-Germain-en-Laye, est un homme politique français.
Il effectue ses études au Pensionnat Jean-Baptiste-de-La-Salle puis au lycée Corneille. Après avoir été avocat à la cour d'appel de Rouen, il entre dans la presse en 1975 (groupe Hersant) et est directeur du journal Paris-Normandie de juin 1982 à mai 1993.
Il est domicilié 8 rue Beauvoisine à Rouen dans les années 1970 puis 15 rue du Champ-des-Oiseaux.

## Distinctions
- Chevalier de la Légion d'honneur.

## Mandats
- 1959 - 1983 : Conseiller municipal puis adjoint au maire de Rouen
- 1983 - 1989 : Premier adjoint au maire de Rouen
- 1976-1986 : vice-président du conseil régional de Haute-Normandie
- 16 mars 1986 - 14 mai 1988 : Député dans la première circonscription de la Seine-Maritime